# L'Espunya
L'Espunya (en castellà: Laspuña, en aragonès A Espunya) és un municipi aragonès que està a 125 quilòmetres d'Osca; situat a 725 metres d'altitud al peu de la Penya Montanyesa (Serra Ferrera). Pertany a la comarca del Sobrarb. La seua població era de 268 habitants l'any 1998. Queden restes d'un pont romà al camí d'Aïnsa a Bielsa. Hi ha una ermita dedicada a la Font Santa.
Des de l'Espunya i Escalona històricament els navateros d'Aragó, aprofitant el desglaç, transportaven els troncs dels boscos del Pirineu, units en plataformes, per la llera del riu Cinca, fins a Tortosa o Xerta, i després, fins a l'Ebre i la seva desembocadura.

## Entitats de població
- El Casal: La seua població era de 13 habitants l'any 1991.[4]
- Ceresa: L'any 1991 tenia 41 habitants.[5] Queden retes d'un antic castell.[2]

## Romànic
- Ermita de San Andrés, d'estil romànic, d'una sola nau.[6]
- Queden a Ceresa, restes de l'ermita de San Pelay.[7]

## Imatges del municipi

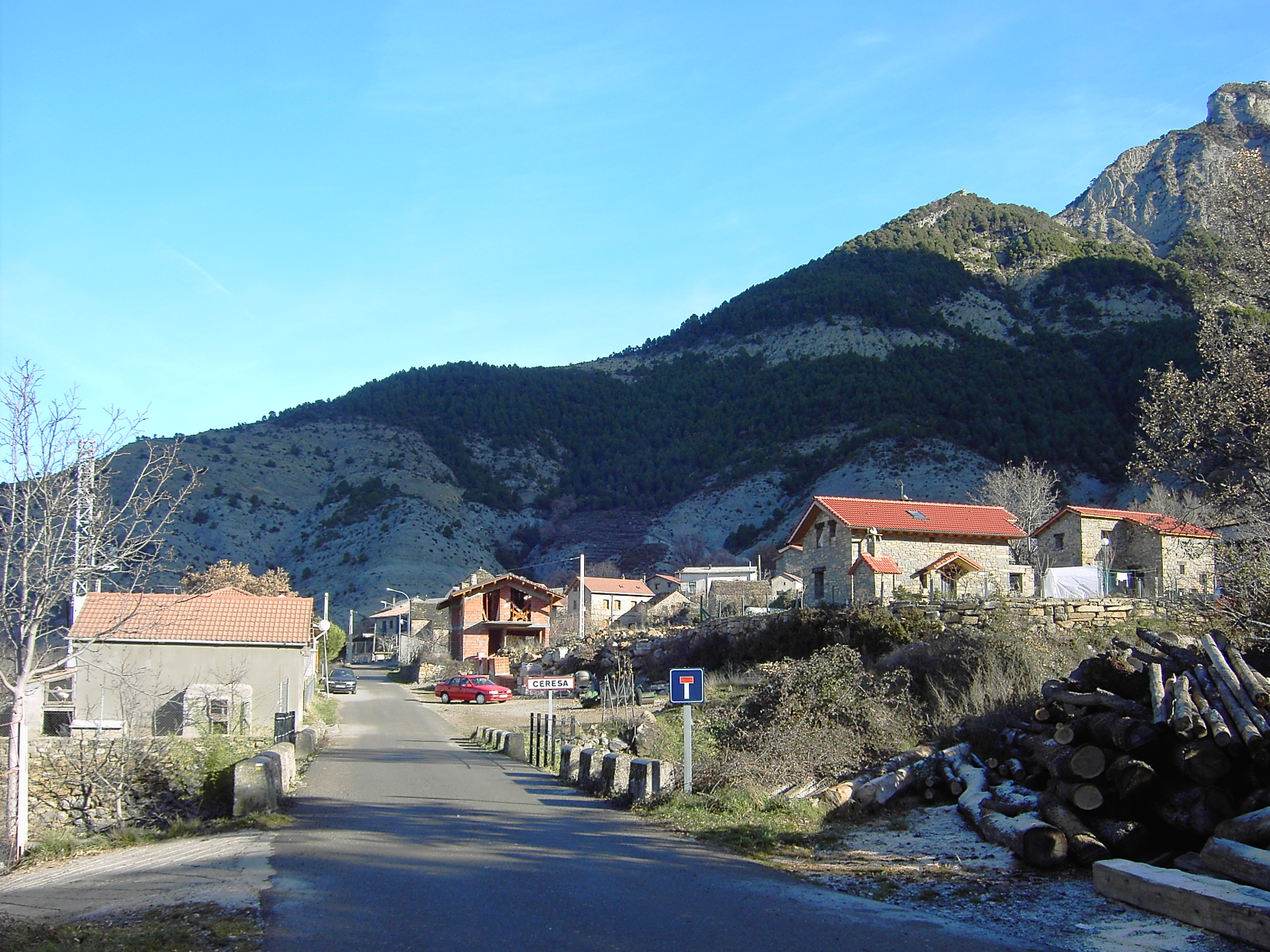
Ceresa
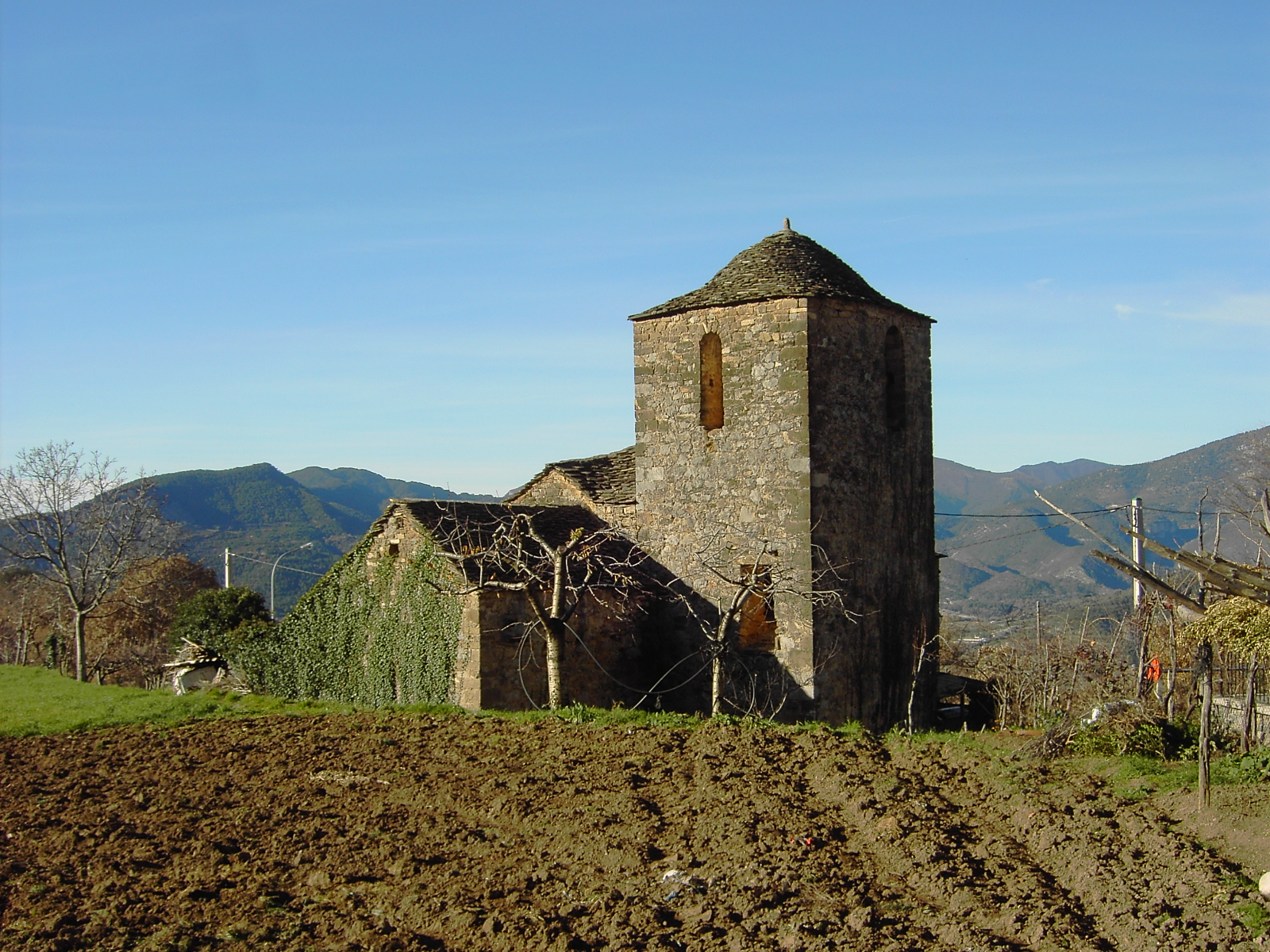
Església de Ceresa
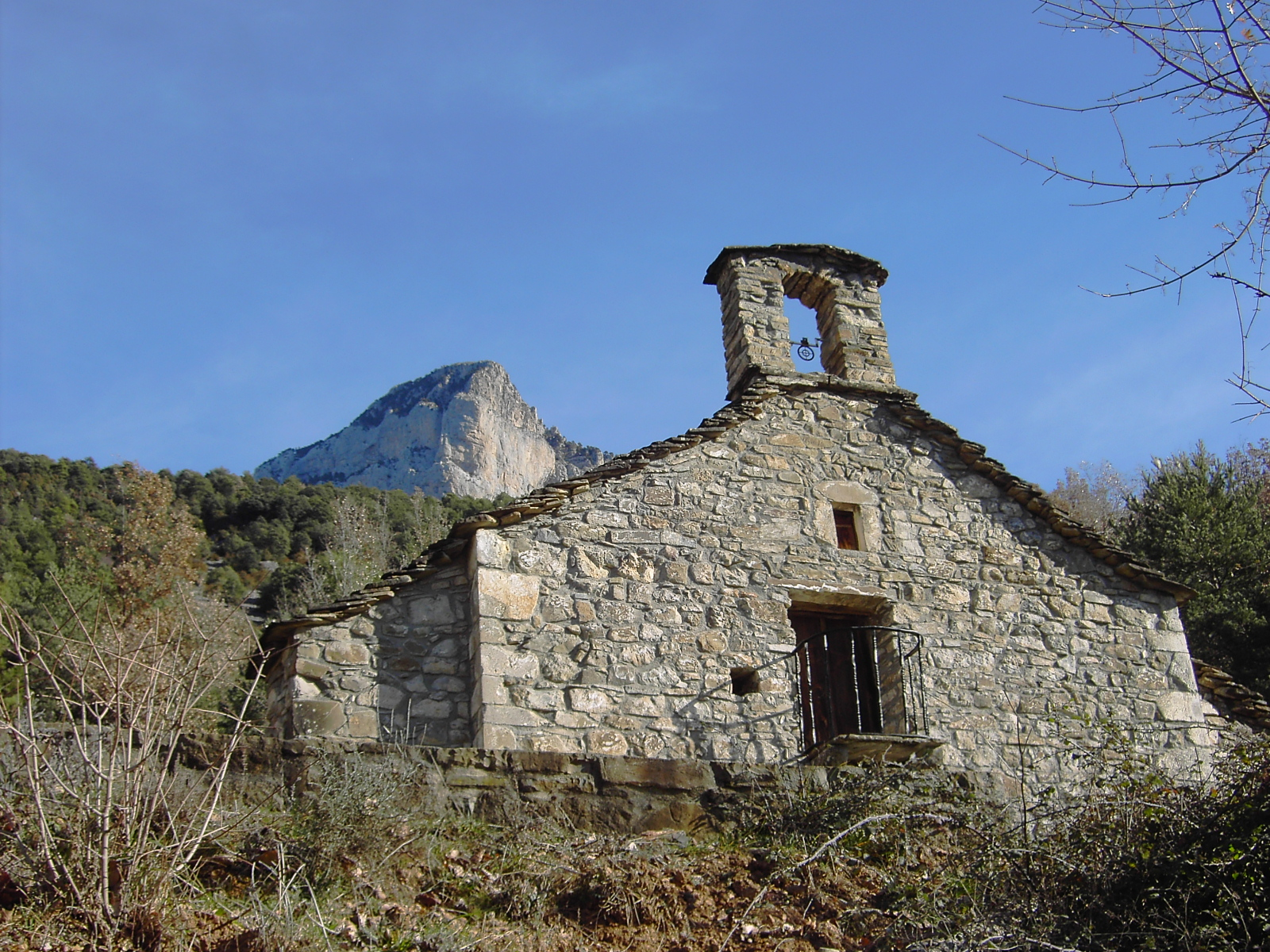
Ermita de la Font Santa
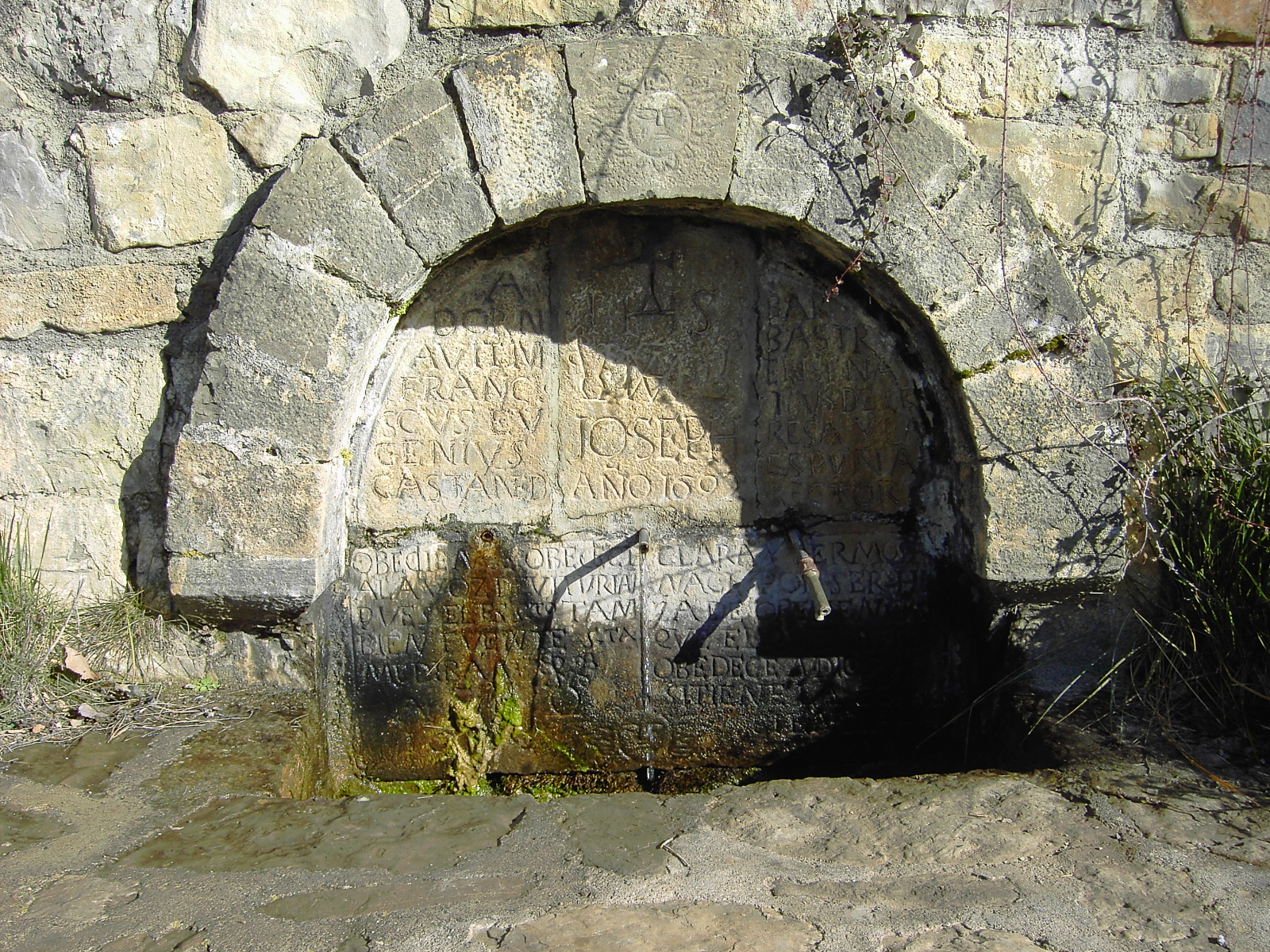
Font de l'ermita